# Ulf Dahlén
Ulf Dahlén, född 21 januari 1967 i Östersund, är en svensk ishockeytränare med ett förflutet som ishockeyspelare, bland annat med en lång karriär bakom sig i NHL.

## Biografi
Dahlén blev New York Rangers första val i 1985 års NHL-draft. Han spelade totalt 966 grundseriematcher under den 14 år långa NHL-karriären som avslutades hos Dallas Stars. Han representerade dessutom Tre Kronor i 74 A-landskamper.
I augusti 2005 utnämndes Dahlén till Dallas Stars European pro scout. I juni 2006 blev han assisterande tränare i Dallas Stars. Från säsongen 2008–09 var han huvudtränare för Frölunda HC, där han fick sparken från april 2010 efter en fiaskosäsong.
Ulf Dahlén har även varit assisterande tränare i Tre Kronor. Den 4 maj 2011 skrev han kontrakt som huvudtränare för HV71 från och med säsongen 2011/2012. Den 15 december 2013 meddelades dock att han fått sparken, efter en tung säsong dittills för HV71.
Han är numera bosatt i Ås, utanför Östersund. 
Dahlén är far till svenska hockeyspelaren Jonathan Dahlén. NHL debut säsongen 21-22 i San Jose Sharks.

## Meriter
- Svensk mästare 1987 med IF Björklöven
- Två framträdanden i Canada Cup/World Cup 1991 och 1996
- Stanley Cup-final 1991
- VM-guld 1998
- VM-silver 1993
- Deltagit i OS 1998 och 2002
- Guldpucken 1998

## Klubbar
- Östersunds IK, –1985
- IF Björklöven, 1985–1987
- New York Rangers, 1987–1990
- Minnesota North Stars, 1990–1993
- Dallas Stars, 1993–94
- San Jose Sharks, 1994–1997
- Chicago Blackhawks, 1997
- HV 71, 1997–1999
- Washington Capitals, 1999–2002
- Dallas Stars, 2002–03
- Timrå IK, 2005 – spelade aldrig någon match

## Statistik

### Klubbkarriär
| 1985–86    | Björklöven            | Elitserien | 22  | 4   | 3   | 7   | 8   | —  | —  | —  | —  | —  |
| 1986–87    | Björklöven            | Elitserien | 31  | 9   | 12  | 21  | 20  | 6  | 6  | 2  | 8  | 2  |
| 1987–88    | Colorado Rangers      | IHL        | 2   | 2   | 2   | 4   | 0   | —  | —  | —  | —  | —  |
| 1987–88    | New York Rangers      | NHL        | 70  | 29  | 23  | 52  | 26  | —  | —  | —  | —  | —  |
| 1988–89    | New York Rangers      | NHL        | 56  | 24  | 19  | 43  | 50  | 4  | 0  | 0  | 0  | 0  |
| 1989–90    | New York Rangers      | NHL        | 63  | 18  | 18  | 36  | 30  | —  | —  | —  | —  | —  |
| 1989–90    | Minnesota North Stars | NHL        | 13  | 2   | 4   | 6   | 0   | 7  | 1  | 4  | 5  | 2  |
| 1990–91    | Minnesota North Stars | NHL        | 66  | 21  | 18  | 39  | 6   | 15 | 2  | 6  | 8  | 4  |
| 1991–92    | Minnesota North Stars | NHL        | 79  | 36  | 30  | 66  | 10  | 7  | 0  | 3  | 3  | 2  |
| 1992–93    | Minnesota North Stars | NHL        | 83  | 35  | 39  | 74  | 6   | —  | —  | —  | —  | —  |
| 1993–94    | Dallas Stars          | NHL        | 65  | 19  | 38  | 57  | 10  | —  | —  | —  | —  | —  |
| 1993–94    | San Jose Sharks       | NHL        | 13  | 6   | 6   | 12  | 0   | 14 | 6  | 2  | 8  | 0  |
| 1994–95    | San Jose Sharks       | NHL        | 46  | 11  | 23  | 34  | 11  | 11 | 5  | 4  | 9  | 0  |
| 1995–96    | San Jose Sharks       | NHL        | 59  | 16  | 12  | 28  | 27  | —  | —  | —  | —  | —  |
| 1996–97    | San Jose Sharks       | NHL        | 43  | 8   | 11  | 19  | 8   | —  | —  | —  | —  | —  |
| 1996–97    | Chicago Blackhawks    | NHL        | 30  | 6   | 8   | 14  | 10  | 5  | 0  | 1  | 1  | 0  |
| 1997–98    | HV71                  | Elitserien | 29  | 9   | 22  | 31  | 16  | —  | —  | —  | —  | —  |
| 1998–99    | HV71                  | Elitserien | 25  | 14  | 15  | 29  | 4   | —  | —  | —  | —  | —  |
| 1999–00    | Washington Capitals   | NHL        | 75  | 15  | 23  | 38  | 8   | 5  | 0  | 1  | 1  | 2  |
| 2000–01    | Washington Capitals   | NHL        | 73  | 15  | 33  | 48  | 6   | 6  | 0  | 1  | 1  | 2  |
| 2001–02    | Washington Capitals   | NHL        | 69  | 23  | 29  | 52  | 8   | —  | —  | —  | —  | —  |
| 2002–03    | Dallas Stars          | NHL        | 63  | 17  | 20  | 37  | 14  | 11 | 1  | 3  | 4  | 0  |
| NHL totalt | NHL totalt            | NHL totalt | 966 | 301 | 354 | 655 | 230 | 85 | 15 | 25 | 40 | 12 |

### Fotnoter
1. ↑  Rikard Lann (15 december 2013). ”Dahlen sparkas - Bendelin tar över HV71”. SVT Sport. http://www.svt.se/sport/ishockey/dahlen-sparkas-bendelin-tar-over-hv-71. Läst 15 december 2013.